# Lozano, Texas
Lozano là một nơi ấn định cho điều tra dân số (CDP) thuộc quận Cameron, tiểu bang Texas, Hoa Kỳ. Năm 2010, dân số của nơi này là 404 người.